# KkStB 36
| EPPK 21–34 / kkStB 36.01–14 / ČSD 312.8 | EPPK 21–34 / kkStB 36.01–14 / ČSD 312.8 | EPPK 21–34 / kkStB 36.01–14 / ČSD 312.8 |
| --------------------------------------- | --------------------------------------- | --------------------------------------- |
| kein Bild vorhanden                     |                                         |                                         |
| Technische Daten                        |                                         |                                         |
| Bauart                                  | Cn2                                     | Cn2                                     |
| Zylinder-Ø                              | 435 mm                                  | 435 mm                                  |
| Kolbenhub                               | 632 mm                                  | 632 mm                                  |
| Treibrad-Ø                              | 1175 mm – 1180 mm                       | 1175 mm – 1180 mm                       |
| Laufrad-Ø vorne                         | –                                       | –                                       |
| Laufrad-Ø hinten                        | –                                       | –                                       |
| fester Radstand                         | 3160 mm                                 | 3160 mm                                 |
| Gesamtradstand                          | 3160 mm                                 | 3160 mm                                 |
| Gesamtradstand + Tender                 | 10090 mm                                | 10090 mm                                |
| Heizfl. d. Rohre                        | 103,0 m²                                | 110,5 m²                                |
| Anzahl d. Rohre                         | 156                                     | 167                                     |
| Heizfl. d. Feuerbüchse                  | 8,0 m²                                  | 7,9 m²                                  |
| Rostfl.                                 | 1,78 m²                                 | 1,63 m²                                 |
| Dampfdruck                              | 9,5/10                                  | 9,5/10                                  |
| Gewicht (leer)                          | 29,5 t                                  | 29,5 t                                  |
| Adhäsionsgewicht                        | 34,1 t                                  | 34,1 t                                  |
| Dienstgewicht                           | 34,1 t                                  | 34,1 t                                  |
| Tender                                  | 19                                      | 19                                      |
| Länge                                   | k. A.                                   | k. A.                                   |
| Höhe                                    | k. A.                                   | k. A.                                   |
| Vmax                                    | 45 km/h                                 | 45 km/h                                 |

Die Dampflokomotivreihe kkStB 36 waren Güterzug-Schlepptenderlokomotiven der kkStB, die ursprünglich von der Eisenbahn Pilsen–Priesen(–Komotau) (EPPK) stammten.
Die 14 Lokomotiven wurden 1871/72 von Sigl in Wien an die EPPK geliefert.
Sie wurden nach 1891 neu bekesselt.
Die Tabelle zeigt die Dimensionen beider Kesseln.
Diese Lokomotiven der Bauart C hatten bei der EPPK erst die Nummern 21–34 und wurden nach der Verstaatlichung von der kkStB als 36.01–14 eingereiht.
Nach dem Ersten Weltkrieg kam nur mehr eine Maschine, die 36.03, zur ČSD, die sie als 312.801 einreihte und 1927 ausmusterte.
Abschließend sei angemerkt, dass die EPPK Nr. 35–38 nach der Verstaatlichung von der kkStB zunächst als 36.15–18 bezeichnet wurden.
Allerdings wurden sie 1904 in 39.01–04 umgezeichnet.
Ebenso sei festgehalten, dass die ČSD die Nummer 312.801 1946 nochmals für die DR 89 7491 verwendete.